# Robin Beck
Robin Beck (USA, New York, Brooklyn, 1954. szeptember 7. –) amerikai énekesnő. 1988-ban került a listák élére The First Time című kislemezével Angliában, majd 1989-ben Németországban. Ezzel a számmal felhívta magára az emberek figyelmét, mivel ez a dal egy Coca-Cola-reklámban is helyet kapott. A Coca-Cola vállalat az akkor még 33 éves csilingelő hangú énekesnőt választotta, szolid előadása 1987–88 között elhangzott a legtöbb országban. (habár a Coca-Cola azt mondta a sajtónak, hogy csak 27 éves).
Ezt a teljesítményt megelőzően háttérénekesként töltötte idejét, törekvően segített Melissa Manchesternek, Chaka Kannak és Leo Sayernek. Azonban későbbi debütáló dalai nem kaptak megfelelő reklámot Angliában, viszont Németországban a „Save Up All Your Tears” bejutott a Top 10-be. Talán ő az egyik legjobb idősebb korosztályból való énekesnő, hiszen 35 évet kellett várnia, hogy Angliában felkerüljön a slágerlistára. Ilyen énekesnők még 1988-ban Belinda Carlisle, Tiffany és Kylie Minogue, majd Whitney Houston, Enya és persze Robin Beck. Azonban még ezek után is egyslágeres csodának tartották, ugyanis csak egyetlenegy dala jutott be az angliai top 40-be.
2006-ban a Swedish tánc csapat feldolgozta The First Time című slágerét, melyet frappáns módon „First Time”-nak kereszteltek el. Beck is feltűnik ebben a számban, amelyet május 21-én jelentettek meg, és amely dal végre elérte a 9. helyet az angliai kislemezek listáján.

## Diszkográfia
Sweet Talk (Mercury 1979) – (Debütáló albuma, melyen Irene Cara és Luther Vandross is közreműködik, akiknek korábban háttérénekesként dolgozott Robin)
- Trouble Or Nothin' (Mercury 1989) Németország #18, Svájc #16, Svédország #23
- Human Instinct (DSB 1992), Ausztria #23
- Can't Get Off (Eastwest 1994)
- Wonderland (Reality/Sony 2003)
- Do You Miss Me (2005)
- Livin’ on a dream (2007)

### Kislemezek
- "Sweet Talk" (1979)
- "The First Time" (1988) Németország #1, Anglia #1, Ausztria #1, Svájc #1, Norvégia #1, Svédország #2, Franciaország #4
- "Save Up All Your Tears" (1989) Németország #10, Svájc #5, Svédország #17, Ausztria #27
- "Tears In The Rain" (1989) Németország #22, Svájc #21
- "Don't Lose Any Sleep" (1990)
- "Hide Your Heart" (1990)
- "In My Heart To Stay" (1992) Németország #55
- "Gonna Take A Lifetime" (1993)
- "Love Yourself" (1993)
- "Close To You" (1994) Németország #79
- "If Lovin' You Is Wrong" (1994)
- "Jewel In My Crown" (1999)
- "Shut Up And Kiss Me" (1999)
- "First Time" (DJ Unique) (2003) Svájc #61
- "My Life" (2003)
- "First Time" – Sunblock és Robin Beck – (2006), Finnország #6, Spanyolország #8, Anglia #9, Írország #10, Hollandia #13, Svédország #23